# 愛人 (テレビドラマ)
愛人（あいじん）とは日本テレビ系、及びフジテレビ系で放送された日本のテレビドラマ。

## 日本テレビ
1962年10月10日から1963年1月9日まで水曜日22:15 - 22:45に日本テレビ系で放送。栗田工業の一社提供。主演は松尾和子。
| 日本テレビ系 水曜22:15 - 22:45枠 | 日本テレビ系 水曜22:15 - 22:45枠 | 日本テレビ系 水曜22:15 - 22:45枠 |
| 前番組                           | 番組名                           | 次番組                           |
| -------------------------------- | -------------------------------- | -------------------------------- |
| 人生の四季                       | 愛人 【当番組までドラマ枠】      | 笑いの出前 【演芸番組】          |

### スタッフ
- 音楽:宮内國郎

## フジテレビ

### 1964年 - 1965年
1964年11月3日から1965年4月23日まで月曜日から金曜日の14:45 - 15:00にフジテレビ系で放送。全61回。主演は北城由紀子。
| フジテレビ系 月 - 金曜14:45枠 | フジテレビ系 月 - 金曜14:45枠 | フジテレビ系 月 - 金曜14:45枠 |
| 前番組                        | 番組名                        | 次番組                        |
| ----------------------------- | ----------------------------- | ----------------------------- |
| 女徳(再放送)                  | 愛人                          | 雪燃え(再放送)                |

### 1978年
1978年1月9日から1978年2月17日まで月曜日から金曜日12:30 - 13:00（お昼のテレビ小説）にて、フジテレビ系で放送された。全30回。フジテレビ系の東海テレビ制作で、主演は紀比呂子。
元々は月曜日から金曜日13:30 - 14:00（東海テレビ制作昼の帯ドラマ）枠で放送される予定だったが、同枠の1976年10月開始の「あかんたれ」の大ヒットによる大幅延長および、それに伴う同枠の路線変更のあおりを受けて延期し、緊急措置として本来はフジテレビ制作のこの枠で放送された。
長年にわたりソフト化・視聴の機会に恵まれていなかったが、2020年7月31日にDVDが発売された。

#### 出演
- 杉本夏子 : 紀比呂子
- 宮寺三郎 : 高橋昌也
- 五十嵐めぐみ
- 山田真二

#### スタッフ
- 脚本:石堂淑朗
- 監督:香月俊一郎、長谷部安春[2]
- 制作:東海テレビ、国際放映

| フジテレビ系 お昼のテレビ小説 | フジテレビ系 お昼のテレビ小説   | フジテレビ系 お昼のテレビ小説 |
| 前番組                        | 番組名                          | 次番組                        |
| ----------------------------- | ------------------------------- | ----------------------------- |
| みれん橋                      | 愛人 【本作より東海テレビ制作】 | 赤とんぼ                      |